# Koszatki
Koszatki (Leithiinae) – podrodzina ssaków z rodziny popielicowatych (Gliridae).

## Zasięg występowania
Podrodzina obejmuje gatunki występujące w Eurazji i Afryce.

## Podział systematyczny
Do podrodziny należą następujące występujące współcześnie rodzaje:
- Muscardinus Kaup, 1829 – orzesznica – jedynym żyjącym współcześnie przedstawicielem jest Muscardinus avellanarius (Linnaeus, 1758) – orzesznica leszczynowa
- Myomimus Ognev, 1924 – mysiogon
- Selevinia Belosludov & Bazhanov, 1939 – selewinka – jedynym przedstawicielem jest Selevinia betpakdalaensis Belosludov & Bazhanov, 1939 – selewinka pustynna
- Chaetocauda Wang Youzhi, 1985 – szczeciogon – jedynym przedstawicielem jest Chaetocauda sichuanensis Wang Youzhi, 1985 – szczeciogon reliktowy
- Dryomys O. Thomas, 1906 – koszatka
- Eliomys J.A. Wagner, 1840 – żołędnica

Opisano również rodzaje wymarłe:

- Altomiramys Díaz Molina & López Martínez, 1979[18] – jedynym przedstawicielem był Altomiramys daamsi Díaz Molina & López Martínez, 1979
- Anthracoglis Engesser, 1983[19]
- Armantomys de Bruijn, 1966[20]
- Carbomys Mein & Adrover, 1982[21] – jedynym przedstawicielem był Carbomys sacaresi Mein & Adrover, 1982
- Dryomimus Kretzoi, 1959[22] – jedynym przedstawicielem był Dryomimus eliomyoides Kretzoi, 1959
- Eivissia Alcover & Agustí Ballester, 1985[23] – jedynym przedstawicielem był Eivissia canarreiensis (Alcover & Agustí, 1985)
- Gliruloides Wu Wenyu, Meng Jin, Ye Jie, Ni Xijun & Bi Shundong, 2016[24]
- Hypnomys Bate, 1919[25]
- Leithia Lydekker, 1896[1]
- Maltamys Zammit-Maempel & De Bruijn, 1982[26]
- Margaritamys Mein & Adrover, 1982[27]
- Miodyromys Kretzoi, 1943[28]
- Moissenetia Hugueney & Adrover, 1995[29]
- Nievella Daams, 1976[30] – jedynym przedstawicielem był Nievella mayri Daams, 1976
- Paraglirulus Engesser, 1972[31]
- Peridyromys Stehlin & Schaub, 1951[32]
- Plesiodyromys Werner, 1994[33] – jedynym przedstawicielem był Plesiodyromys toriformis Werner, 1994
- Plioselevinia Sulimski, 1962[34] – jedynym przedstawicielem był Plioselevinia gromovi Sulimski, 1962
- Praearmantomys De Bruijn, 1966[35] – jedynym przedstawicielem był Praearmantomys crusafonti De Bruijn, 1966
- Prodryomys Mayr, 1979[36]
- Pseudodryomys De Bruijn, 1966[37]
- Ramys García-Moreno & López Martínez, 1986[38]
- Reteliomys Malez & Rabeder, 1984[39] – jedynym przedstawicielem był Reteliomys podumcensis Malez & Rabeder, 1984
- Seorsumuscardinus De Bruijn, 1998[40] – jedynym przedstawicielem był Seorsumuscardinus alpinus De Bruijn, 1998
- Simplomys García-Paredes, 2009[41]
- Tempestia Van de Weerd, 1976[42]
- Tyrrhenoglis Engesser, 1976[43]
- Vasseuromys Baudelot & Bonis, 1966[44]